# Palais Meroni
Le palais Meroni (en italien : Palazzo Meroni) est un bâtiment éclectique de la ville de Milan en Italie.

## Histoire
Le bâtiment fut conçu par les architectes italiens Cesare Penati et Cesare Tenca. Les travaux de construction, commencés en 1914, furent achevés en 1924.

## Description
Le palais se situe dans la piazza Missori, à l'angle entre le corso Italia et le corso di Porta Romana, dans le centre-ville de Milan.
Le palais présente un style éclectique caractérisé par la coexistence d'éléments art nouveau et beaux-arts. Il est surmonté par un grand dôme hexagonale,.

## Galerie d'images

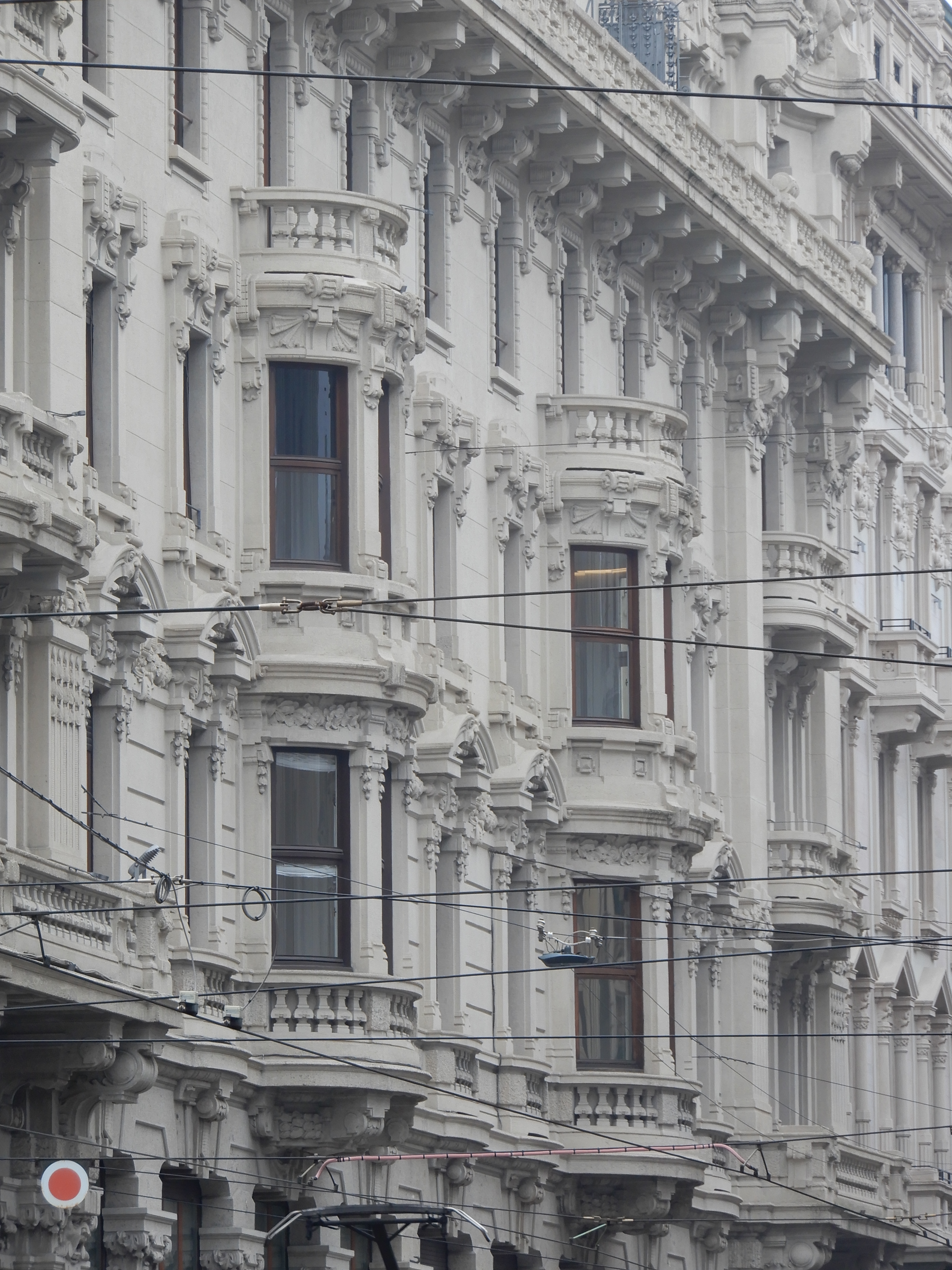
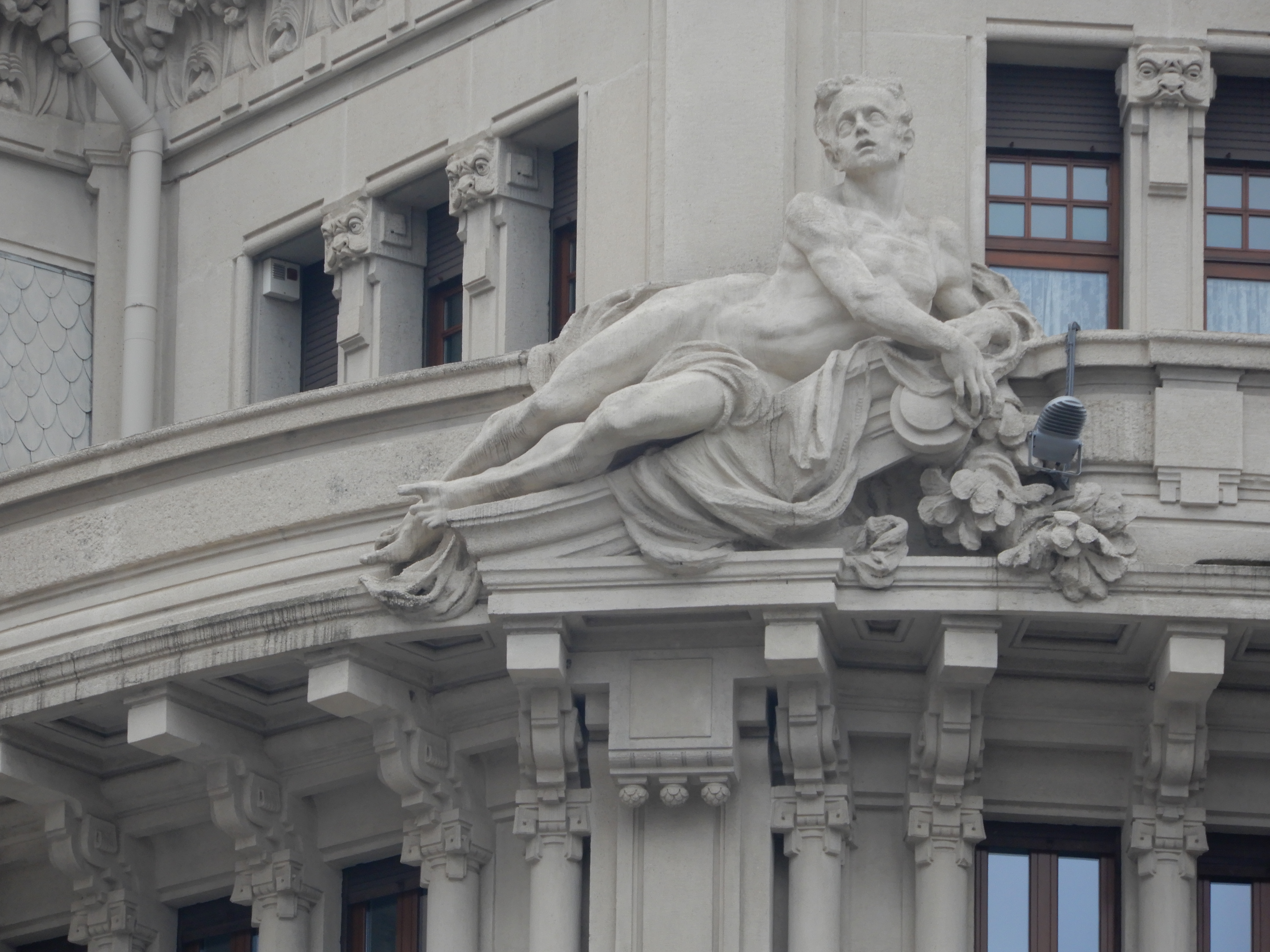
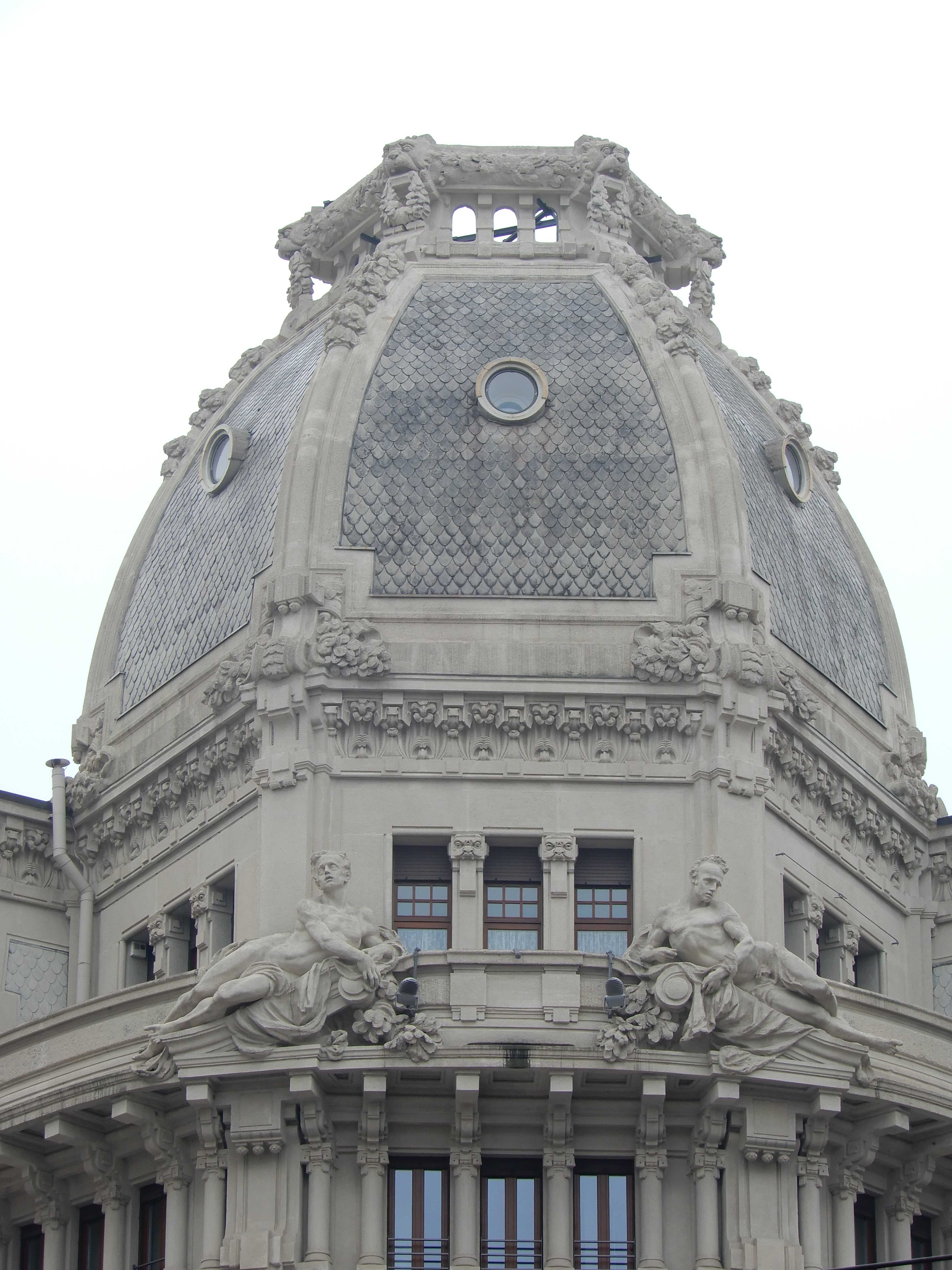